# 블링크 트와이스
《블링크 트와이스》(영어: Blink Twice)는 2024년 개봉한 미국의 심리 스릴러 영화이다. 조이 크래비츠는 이 영화를 통해 감독으로 데뷔하였으며 공동 각본도 맡았다.

## 줄거리
동물을 주제로 작업하는 네일 아티스트 프리다는 친구 제스와 행사에서 웨이터로 일하던 중 억만장자인 기술업계 거물 슬레이터 킹을 알게 되고 둘은 개인 소유 섬에 초대를 받는다.
처음 보는 다른 여성들과 함께 호화로운 방, 음식, 환각제, 칵테일, 향수 선물 등을 제공 받으며 남자들과 어울려 휴가를 만끽하던 중 제스가 갑자기 뱀에게 물린다. 얼마 후 제스는 몸에는 아무 문제가 없음에도 겁에 질린 얼굴로 프리다에게 섬을 떠나고 싶다는 의사를 밝힌다. 하지만 이런 대접이 난생 처음인 프리다는 이대로 섬에 머물고 싶다고 호소하고 제스는 물러선다.
다음 날 아침 프리다는 제스가 사라졌다는 사실을 깨닫지만 제스와 내내 함께 놀았던 다른 여성들은 제스를 전혀 기억하지 못한다. 현지 가정부가 몰래 권유한 뱀독을 마신 뒤 지워졌던 기억을 단편적으로 되찾은 프리다는 섬에서 자생하는 꽃을 재료로 만든 향수의 향기에 기억을 지워버리는 효과가 있으며 뱀독이 꽃의 효력에 해독제로 작용한다는 결론에 이른다.
슬레이터는 그간 향수를 사용해 다양한 여성들을 집단 강간해왔으며 향수를 선물하여 섬을 떠나있을 때도 피해 여성들의 기억이 계속 지워져있게 유도해왔던 것이다. 기억이 온전히 돌아온 프리다는 체내의 뱀독 덕분에 자신이 당하는 일을 기억하게 된 제스를 간밤에 슬레이터가 죽여버렸다는 걸 떠올린다.

## 출연
- 나오미 애키 - 프리다 역
- 채닝 테이텀 - 슬레이터 킹 역
- 앨리아 쇼캣 - 제스 역
- 크리스천 슬레이터 - 사진 작가 빅 역
- 사이먼 렉스 - 개인 요리사 코디 역
- 아드리아 아르호나 - 리얼리티 방송 스타 세라 역
- 헤일리 조엘 오즈먼트 - 디스크 자키 톰 역
- 지나 데이비스 - 비서 테이시 역
- 카일 매클라클런 - 치료사 리치 역
- 솔 윌리엄스 - 사회자 역
- 에런 히멀스타인 - 재수 없는 매니저 역
- 조이 크래비츠 - 화사한 승무원 역